# Setosella vulnerata
Setosella vulnerata är en mossdjursart som först beskrevs av Busk 1860.  Setosella vulnerata ingår i släktet Setosella och familjen Setosellidae. Inga underarter finns listade i Catalogue of Life.